# Chanéaz
Chanéaz est une localité et une ancienne commune suisse du canton de Vaud. Elle fait partie de la commune de Montanaire, qui se situe dans le district du Gros-de-Vaud.

## Géographie
Le centre de Chanéaz est située à 10 km à vol d'oiseau d'Yverdon-les-Bains. La superficie de 1,4 km2 de l'ancien territoire communal s'étend vers l'ouest du plateau de la Mentue. Son point le plus haut est de 815 mètres d'altitude.
En 1997, 4 % du territoire sont constitués de terrain constructible et 27 % de forêts ; les 69 % restants sont consacrés à l'agriculture.

## Histoire
La commune a fusionné, le 1er janvier 2013, avec celles de Chapelle-sur-Moudon, Correvon, Denezy, Martherenges, Neyruz-sur-Moudon, Peyres-Possens, Saint-Cierges et Thierrens pour former la nouvelle commune de Montanaire.

## Population
Avec 108 habitants à fin 2007, Chanéaz faisait partie des petites communes du canton de Vaud. Les habitants étaient francophones à 96,6 % et germanophones à 2,3 %. La population s'élevait à 149 habitants en 1850 et 132 habitants en 1900 et en raison d'un exode massif, la commune n'enregistrait plus que 61 habitants en 1970.
Le village comprend quelques exploitations agricoles et de petites entreprises locales fournissent également quelques emplois. Beaucoup d'actifs sont des travailleurs pendulaires, qui travaillent notamment à Yverdon-les-Bains.

## Transports
La localité est accessible par une route principale, qui rejoint Yverdon-les-Bains et Moudon par Thierrens. Les Cars Postaux desservent régulièrement la commune.